# Ферреро, Пьетро (анархист)
Пьетро Ферреро (итал. Pietro Ferrero; 12 мая 1892, Грульяско — 18 декабря 1922, Турин) — итальянский анархист и профсоюзный деятель.

## Биография
В 1908 году Пьетро Ферреро был принят на работу в FIAT. В 1910 году он примкнул к Центру социальных исследований Барьера Милан (район Турина), который позже превратился в современную «Школу Франциско Феррера».
Во время Первой мировой войны Ферреро активно боролся в итальянской Всеобщей конфедерации труда против реформистского крыла, представляя революционное движение в профсоюзах.
В 1917 году вместе с другими анархистами в Барьере Милан, принимает участие в массовых беспорядках в Турине, борьбе с хозяевами предприятий за права трудящихся.
В 1919 году был избран секретарем секции Турина Федерации работников металлургической промышленности (FIOM).
В апреле 1920 года принимал активное участие в «забастовке скрещённых рук» против одностороннего решения о переходе FIAT на другой график работы и событиям, приведшим к захвату заводов восставшими рабочими в сентябре 1920 года.
18 декабря 1922 года после страшных пыток убит фашистскими бандами Пьетро Брандимарте во время резни в Турине. Тело Ферреро фашисты привязали к грузовику и тащили на полной скорости по улицам города. После этого мёртвого Ферреро бросили у подножия памятника королю Виктору Эммануилу II. Обезображенное тело отвезли в больницу и только по кускам рваной одежды сумели идентифицировать Ферреро.

## Память
- Именем Пьетро Ферреро назван 30 апреля 1923 года московский автомобильный завод АМО, который носил это имя до 1925 года. Позже известен как Завод имени Лихачева (1956—2021).
- Имя Пьетро Ферреро носил 33-й батальон анархистов во время антифашистского сопротивления в Турине.